# Голубичная
Голубичная — река на острове Уруп в Сахалинской области России, впадает в бухту Голубичная Тихого океана.
Длина реки — 12 км. Площадь её водосборного бассейна насчитывает 61 км². Общее направление течения реки северо-запада на юго-восток. Впадает в Тихий океан.

## Данные водного реестра
По данным государственного водного реестра России относится к Амурскому бассейновому округу.
Код водного объекта 20050000312118300010690.